# Бахори, Абдумалик
Абдумалик Бахори — (тадж. Баҳорӣ Абдумалик: 22 марта 1927, Ходжент, СССР — 3 декабря 2010, Душанбе, Таджикистан) — известный таджикский поэт, писатель и драматург. Народный писатель Таджикистана. Лауреат Государственной премии Таджикистана имени А. Рудаки.

## Биография
Родился 22 марта 1927 года в городе Ходжент, в семье ткача.
В 1946 году окончил литературный факультет Ленинабадского государственного педагогического института им. Кирова.
С 1951 года редактор газеты «Пионери Точикистон», затем заведующий отделом литературы и заместитель редактора газеты «Тоджикистони Совети», с 1961 по 1965 гг. — редактор литературно-художественного и общественно-политического журнала «Садои Шарк». Позже он был главным редактором репертуарной коллегии Министерства культуры Таджикской ССР, старшим контрольным редактором издательства «Ирфон».
Абдумалик Бахори считался одним из лучших детских поэтов. Поэмы-сказки поэта занимают видное место в его творчестве. А. Бахори также был основоположником художественной фантастики в таджикской советской литературе. Его сборники научно-фантастических рассказов «Риск доктора Мансура», «Очкастая оса» (1971), «Чудеса Нодара» (1972), «Возвращение» (1973), «Санбула» (1974), «Юные всадники» (1975), «Побег ассистента» (1981), «Погибшие свидетели» (1984) имели огромный успех и были переведены на множество языков мира.
За вклад большой в развитие таджикской литературы был удостоен звания «Народный писатель Таджикистана» и был лауреатом Государственной премии Таджикистана имени А. Рудаки. Награждён орденом «Знак Почёта» (24 апреля 1957).